# قلعه جوزان
قلعه جوزان، روستایی از توابع بخش مرکزی شهرستان ملایر در استان همدان ایران است.
مشاهیر : این روستا مهد مفاخر ، بزرگان و اندیشمندان بسیاری است که از جمله آنان می توان به داريوش جعفري جوزاني سردار سپاه پاسداران(جانباز شیمیایی) و از مديران ارشد بانكي، مسعود جعفری جوزانی کارگردان سینما و تلویزیون ، سحر جعفری جوزانی بازیگر شناخته شده سینما ، میلاد جعفری جوزانی تدوینگر ، سید سعید سجادی جوزانی سرهنگ بازنشسته ناجا ، امیر مختاری مشاور محسن رضایی، پژمان جعفری جوزانی مدیر سازمان اوقاف و امور خیریه شهرستان ملایر و رسول احمدی جوزانی متخصص حوزه گردشگری، هتلداری و منابع انسانی ،امیر صمدی جوزانی از کارکنان و مدیران بانک سپه

## جمعیت
این روستا در دهستان جوزان قرار دارد و براساس سرشماری مرکز آمار ایران در سال ۱۳۹۵، جمعیت آن ۵۱۹ نفر (۱۵۳ خانوار) بوده‌است.